# Ark (Schiff)
Die Ark ist ein ziviles, polnisches Segelschiff. Es wurde 1956 in Ustka als Fischkutter gebaut. Der Auxiliarsegler und Zweimaster hat einen hölzernen Schiffsrumpf aus Eiche und ist als Ketsch mit Gaffelsegeln getakelt. Die Segelfläche beträgt 110 m².
Unter polnischer Flagge nimmt das Schiff an Regatten mit Traditionsschiffen teil, dazu gehörte beispielsweise die Baltic Sail 2018.
Heimathafen ist Kołobrzeg (Kolberg). Mit der Ark werden Tages- und Mehrtagestörns zum Angeln auf der Ostsee angeboten.

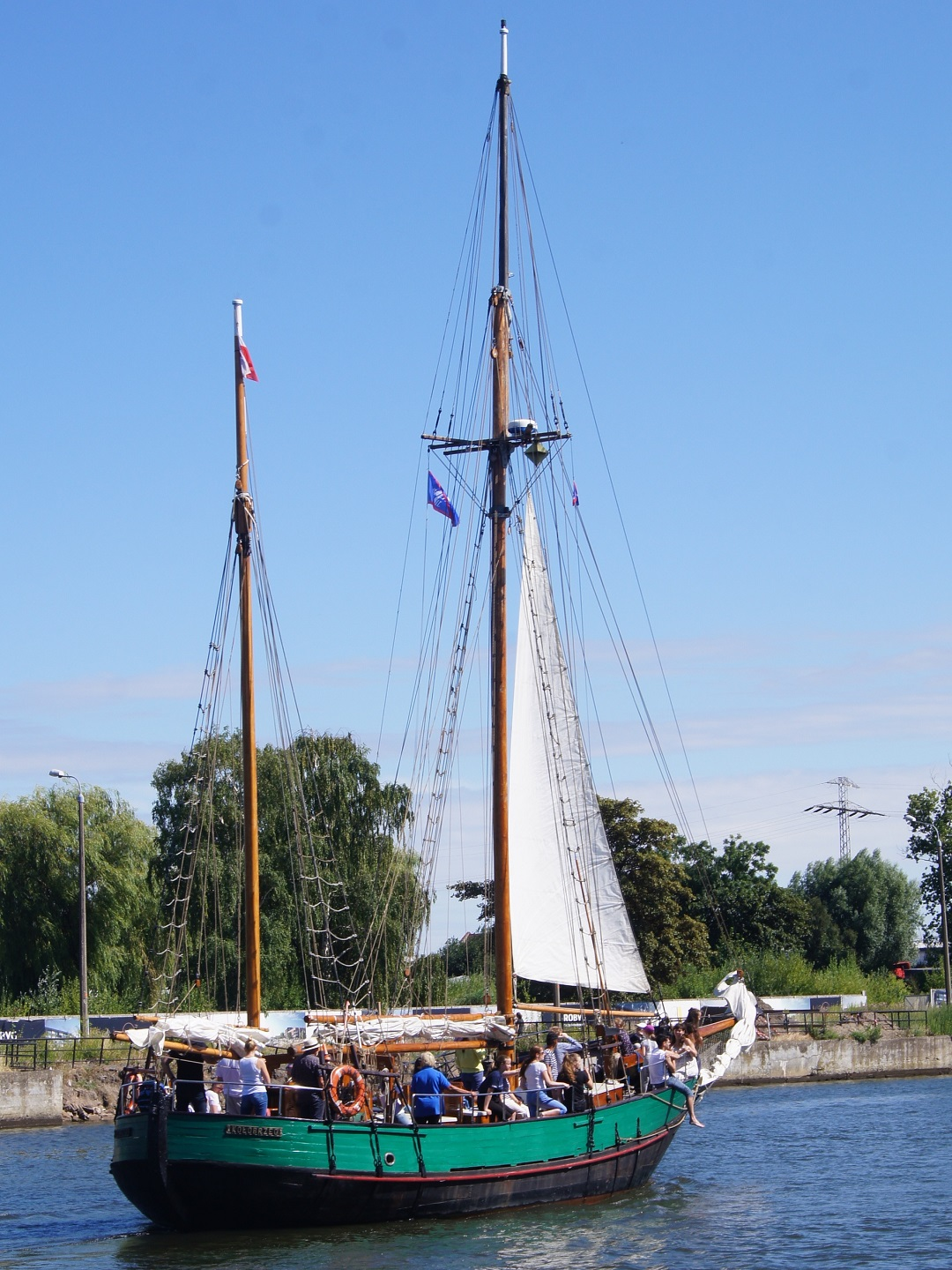
Die Ark bei der Baltic Sail 2018